# دردغيا
دردغيا هي إحدى القرى اللبنانية من قرى قضاء صور في محافظة الجنوب.

## السكان
سكان البلدة يدينون بالديانة المسيحية